# Nina Munch-Perrin
Nina Zilstorff Munch-Perrin (født Nina Zilstorff Munch-Andersen, 20. august 1975 i København) er en dansk journalist, der siden 2025 har været kommunikationschef for det danske kongehus. Tidligere har hun bl.a. været vært på TV Avisen, kommunikationsdirektør i Finans Danmark og erhvervsredaktør på Berlingske.

## Karriere
Munch-Perrin er uddannet fra Danmarks Journalisthøjskole i 2001. Som nyuddannet blev hun chef for National Geographic Channel i Danmark. I 2004 kom hun til Dagbladet Børsen, hvor hun dækkede medie- og reklamemarkedet og senere lavede Børsen TV. Fra 2008 var hun finansvært på TV 2 News. I 2012 skiftede hun til DR Nyheder som erhvervskorrespondent på bl.a. TV Avisen. I december 2015 blev hun kommunikationsdirektør i interesseorganisationen for bank, realkredit og kapitalforvaltning Finans Danmark. I september 2018 annoncerede DR, at Munch-Perrin skulle være vært på TV Avisen. Hun præsenterede sin første udsendelse i december 2018.
Sommeren 2024 skiftede hun fra DR til en stilling som erhvervsredaktør på Berlingske. Her var hun et halvt års tid, inden hun 1. februar 2025 blev kommunikationschef for det danske kongehus.

## Forfatterskab
Den 12. oktober 2017 udgav Munch-Perrin bogen Hvad man ikke dør af, en biografi om tidligere statsminister Helle Thorning-Schmidt.

## Familie
Nina Munch-Perrin er datter af afdøde journalist Lone Zilstorff.